# Panzer 35(t)
LT-35 eller LT vz. 35 var en tjeckoslovakisk lätt stridsvagn som användes av tyska armén under andra världskriget, då under beteckningen Panzerkampfwagen 35(t), vanligtvis benämnd Panzer 35(t).

## Utveckling
LT-35 konstruerades i Škoda-fabriken och serieproduktion började 1936. Originalbeställningen på stridsvagnen kom 1934 och utvecklingen skyndades på trots fel som upptäcktes under testningen. Första produktionsbeställningen kom ett år senare och 1936 började första serien om 160 vagnar levereras. En ny order på 136 vagnar tillkom senare. Rumänien beställde också 126 vagnar vilka fick beteckningen Škoda R-2. Produktionen fortsatte efter Tysklands ockupation av Tjeckoslovakien och 219 vagnar till producerades till Wehrmacht som också tog de vagnar som fanns i beslag.

## Egenskaper
LT-35:an en stridsvagn designad efter de idéer som fanns under senare halvan av 1930-talet. Den hade nitat pansar, ett torn med plats för två man och motorn och drivning bak. Huvudbeväpningen var en Škoda vz 34 37,2 mms kanon bemannad av vagnchefen. Vagnen hade plats för 72 granater till kanonen. En koaxial 7,92 mms kulspruta fanns också att tillgå. Den andre besättningsmannen i tornet arbetade som laddare för kanonen och var dessutom radio-operatör. Fram till vänster på chassit fanns en andra 7,92 mms kulspruta och till höger om dess skytt satt föraren. Totalt hade man 1800 patroner till kulsprutorna.
Motorn var en sex-cylindring Škoda som gav 120 hästkrafter. Den var monterad i aktern tillsammans med den sexväxlade lådan och drev drivhjulen som var placerade bak. Upphängningen bestod av åtta väghjul upphängda på fyra boogies på var sida, samt fyra returhjul för bandet. Både styrning och växling var mekaniskt assisterade med hjälp av tryckluft, vilket gjorde livet lite lättare för föraren, men visade sig fungera dåligt under vintrarna på Östfronten.

## Varianter
- S-IIa – Originalbenämningen för prototyperna.
- LT35 (LT vz. 35) – Tjeckoslovakiska originaldesignen (37 mm A-3 kanon).
- LT35 (A-7 kanon) – Exportversion med bättre kanon.
- Panzerkampfwagen 35(t) – Tyska benämningen på LT-35.
- Panzerbefehlswagen 35(t) – Befälsvagn av tysk variant.
- Mörserzugmittel 35(t) – Pansrad tysk mörsardragare.
- T11 – Alternativt namn på originalmodellen, fanns i service med detta namn i Bulgarien med båda kanonerna.
- R2 – Rumänska namnet på stridsvagnen.
- TACAM R2 – Rumänsk pansarvärnskanonvagn baserad på R2-chassit.
- T21 – Större prototyp, producerad i Ungern som Turan.

## Användning
LT vz.35 användes i Tjeckoslovakiens armé mellan 1937 och 1939.
Efter Tysklands ockupation av Tjeckoslovakien 1939 övergick alla "överlevande" stridsvagnar till tyska pansarförband under namnet PzKpfw 35(t). Även nyproduktionen fortsatte. (t) stod för tschechoslowakisch, ett namntillägg för beslagtagen utrustning. Den tyska 6:e pansardivisionen började kriget utrustad med Pzkpfw 35 och använde dessa i Polen 1939, Frankrike 1940 och Sovjet 1941. Striderna i Ryssland visade att stridsvagnen var olämplig för vinterkrigföring. Denna svaghet i kombination med det klena pansaret och den medelmåttiga eldkraften gjorde att stridsvagnen försvann från fronten och övergick till understödstjänst. Rumänien och Slovakien behöll stridsvagnen i tjänst i ett år till.
Den nya tjeckoslovakiska armén som var allierad med tyskarna använde 79 LT35 i striderna mot Sovjet. Bulgarien satte in 26 vagnar med A-3-kanonen och 10 med den bättre A-7-kanonen från 1940. Rumänien satte in 126 LT-35 mot Sovjet. Några byggdes om till TACAM R-2 pansarvärnskanonvagnar med en 76 mms kanon.